# Karolina Světlá
Karolina Světlá, pseudónimo de Johana Rottová (Praga, 24 de febrero de 1830 - 7 de septiembre de 1899), fue una escritora checa, vinculada a la Escuela de Mayo y considerada una de las fundadoras de la novela en checo. Además desarrolló una importante labor de promoción de la condición social y educativa de las mujeres checas.

## Vida
Karolina Světlá nació en 1830 en Praga, en la calle que hoy lleva su nombre. Pertenecía a una familia acomodada de comerciantes de habla alemana. Recibió una educación estricta y muy religiosa, en alemán y francés.
En 1852 se casó con Peter Muzak, que había sido su profesor de música y que contribuyó a afianzar su incipiente nacionalismo checo. Muzak la introdujo en los círculos literarios checos de su tiempo, donde conoció a Božena Němcová, que llegó a ser su mejor amiga y tuvo una gran influencia sobre su obra y sobre su propia vida.
En 1853 el matrimonio tuvo una hija, fallecida de inmediato. Este suceso descompensó el delicado equilibrio psíquico de Johana, que se encerró en su casa, tejiendo vestidos para su hija muerta. Para sacarla de ese estado, su esposo la llevó a su pueblo natal, en las montañas del nordeste de Bohemia, la pintoresca localidad de Světlá pod Ještědem, de cuyo nombre extraería luego su pseudónimo. La joven escritora se enamoró de esa zona rural y desde entonces viviría allí varios meses al año, sirviéndose de sus personajes, ambientes y giros lingüísticos como material para sus obras.
En 1858 publicó, ya como Karolina Světlá, su primer cuento, El doble despertar, en el almanaque literario Maj, en el que colaboraba también Jan Neruda. Ambos mantuvieron un apasionado idilio platónico, del que se encuentran ecos en la novela romántica Amor por un poeta que Světlá publicó en 1860. Aunque no era feliz en su matrimonio con un hombre demasiado serio y frío para su temperamento romántico, Světlá rompió abrupta y unliateralmente su relación con Neruda cuando esta llegó a oídos de su marido y se desencadenó el correspondiente escándalo en los círculos literarios de Praga.

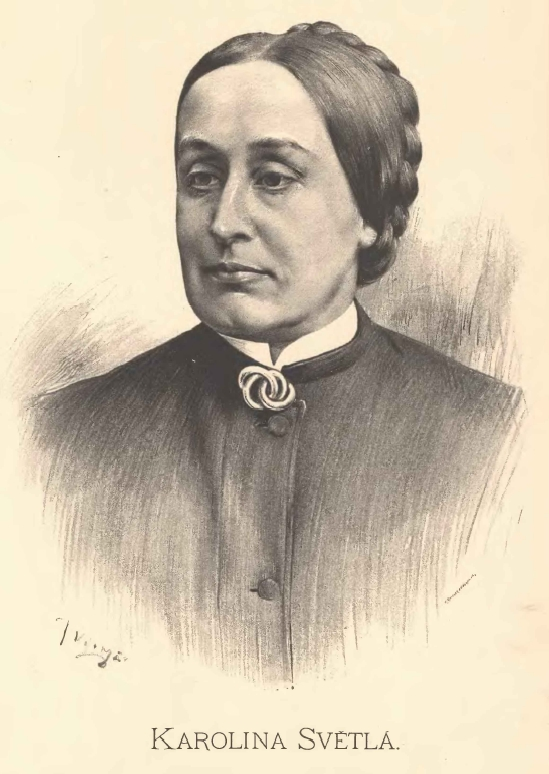
Retrato de Karolina Světlá, al final de su vida, por Jan Vilímek

Karolina Světlá fue miembro de varias asociaciones de emancipación femenina. En 1871 fundó la Žensky výrobní spolek česky ("Asociación Femenina Checa de Producción") con el objetivo aliviar la pobreza entre la población femenina mediante programas educativos. La Asociación se hizo cargo de publicar el suplemento Cartas de Mujeres de la revista Květy ("Flores"), y Světlá desarrolló en él una labor periodística, centrada en la denuncia de la situación de la mujer en la sociedad de su tiempo. En esa tarea, Světlá se convirtió en mentora de la joven Eliška Krásnohorská, que llegaría a ser directora del suplemento.
Karolina Světlá sufría desde la infancia trastornos mentales, padeciendo algunos episodios esquizofrénicos. En 1878 se quedó prácticamente ciega, y desde entonces tuvo que dictar sus escritos a su sobrina. Falleció en 1899.

## Obra
Las novelas y cuentos de Karolina Světlá ocupan en conjunto más de 30 volúmenes. Sus obras más conocidas describen la vida rural en la zona de Ještěd, en las montañas del norte de Bohemia, pero también escribió sobre el ambiente burgués de Praga, al que pertenecía por nacimiento. En sus obras rurales no le importa tanto la descripción de la naturaleza como el análisis psicológico de los personajes y el planteamiento de conflictos morales, con especial atención a la relación entre hombres y mujeres, que aparecen siempre dotadas de autoconfianza y de mayor fortaleza moral que los personajes masculinos.

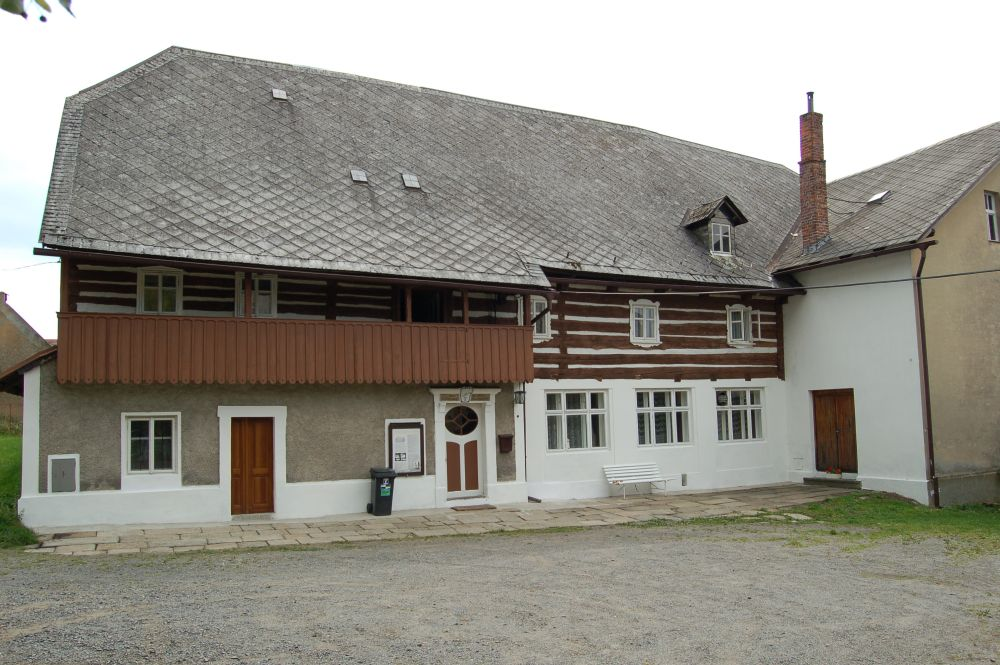
La granja Antošův de Světlá pod Jěstědem, escenario de Novela de Aldea, donde hoy funciona un restaurante

Su novela más conocida es Vesnický Romania (Una novela de aldea), de 1867, la historia de un matrimonio destruido por los celos. Otras novelas destacables son: Kříž u potoka ("La cruz junto al arroyo"), de 1868, en la que la protagonista lucha por la igualdad de derechos y acaba sacrificando su amor para salvar a su marido; Kantůrčice (1869), que aborda el problema de la mujer en la sociedad; Frantina (1870); o Nemodlenec ("El ateo"), de 1873, en la que se crítica el fanatismo católico.
Entre sus volúmenes de cuentos el más conocido hoy es Hubička a jiné ještědské povídky ("El beso y otras historias de Ještěd"), de 1871, porque la novela corta que da título al volumen fue adaptada por Eliška Krásnohorská como libreto de la ópera homónima de Bedřich Smetana.
Karolina Světlá publicó en 1874 sus memorias con el título Upominky (Recuerdos), donde describe la vida de una familia praguense típica en los años treinta y cuarenta del siglo XIX.

## Enlaces externos

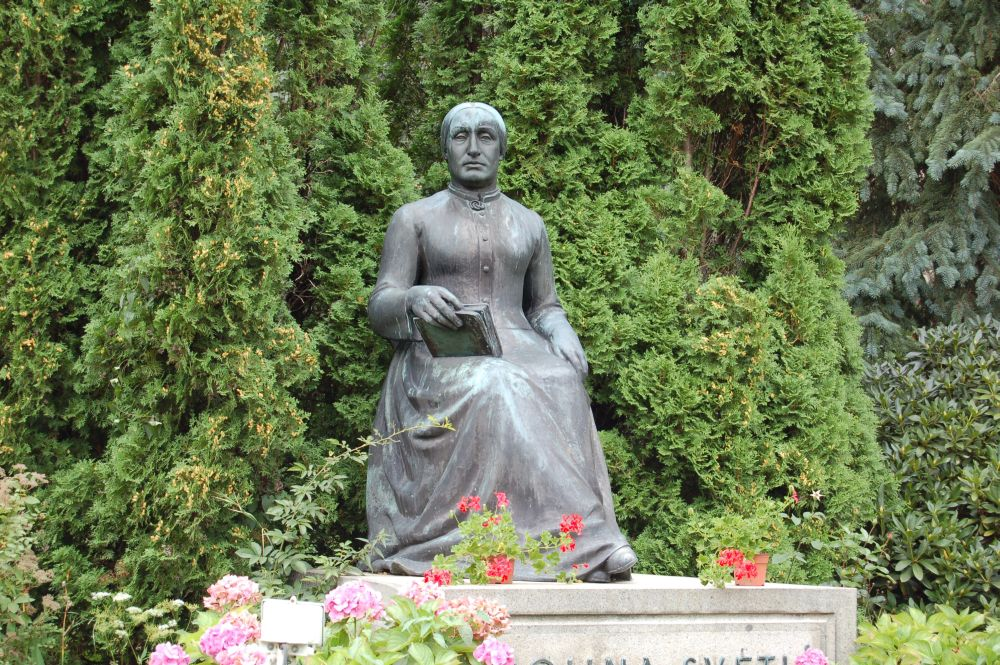
Monumento a Karolina Světlá en Světlá pod Ještědem